# Centrum Interpretacji Zabytku
Centrum Interpretacji Zabytku – oddział Muzeum Warszawy znajdujący się przy ul. Brzozowej 11/13, prezentujący historię odbudowy warszawskiego Starego Miasta.

## Opis
Placówka powstała w zrewitalizowanej piwnicy staromiejskiej przy ulicy Brzozowej. Poza stałą ekspozycją związaną Zniszczenie i odbudowa Starego Miasta jest także miejscem spotkań i wykładów poświęconych historii i architekturze stolicy Polski. Jest także częścią Szlaku Kulturalnych Piwnic Starego Miasta.
Przedsięwzięcie sfinansowane zostało z udziałem środków z Norweskiego Mechanizmu Finansowego i przy współpracy miasta Bergen, Biura Stołecznego Konserwatora Zabytków, Stołecznego Zarządu Rozbudowy Miasta, Biura Funduszy Europejskich i Biura Rozwoju Miasta. Placówka otwarta została 24 stycznia 2013.